# Hermann Weyl

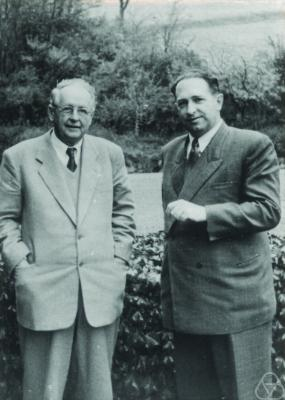
Hermann Weyl (po lewej)

Hermann Klaus Hugo Weyl (ur. 9 listopada 1885 w Elmshorn, zm. 8 grudnia 1955 w Zurychu) – niemiecki matematyk, fizyk i filozof, profesor Politechniki w Zurychu, Uniwersytetu w Getyndze i Uniwersytetu w Princeton.
Zajmował się rozmaitymi dziedzinami matematyki jak:
- teoria liczb,
- teoria grup,
- różne obszary analizy: geometria różniczkowa, analiza zespolona oraz równania różniczkowe,
- fizyka matematyczna.

Promotorem jego rozprawy doktorskiej był David Hilbert.